# Eupithecia indigata
Eupithecia indigata (conocida en Europa como polilla ocre), es una especie de polilla de la familia Geometridae. La especie fue descrita por primera vez por Jacob Hübner habiendo sido descrita en 1813. Tiene gran distribución en el sur de Europa y el Asia Occidental.

## Descripción
Es una polilla pequeña con una envergadura de 15 a 18 milímetros (0,6 a 0,7 plg) y de color marrón ocre claro. Las líneas transversales son finas e indistintas y hay una serie de pequeñas marcas oscuras a lo largo de la costa.: 1228  Cuenta con una mancha discoidal negra y alargada. Las alas posteriores son pálidas y se oscurecen hacia el margen exterior. Los flecos no tienen manchas o solo las tienen ligeramente. El abdomen es de color gris y tiene algunos mechones cortos de pelo negro. Es por ello que esta especie a menudo parece claramente grisácea, en lugar de ocre, con un aspecto en reposo que difiere de otras polillas, con las alas ligeramente por debajo de la horizontal.
E. indigata tiene gran similitud con Eupithecia conterminata, ligeramente más pequeña, se diferencia por una mancha discoidal más grande. Tiene similitud con otras especies de la región, todos parte del grupo de especies E. irriguata. La identificación requiere el examen de la morfología genital.
Los adultos vuelan de abril a mayo, en una generación por año.

### Larvas
La larva es de color marrón verdoso brillante, con una línea dorsal de color marrón rojizo claro y rayas laterales amarillentas. La parte posterior de la cabeza y la aleta del ano son de color marrón oscuro. La pupa de color marrón claro tiene vainas alares de color marrón oscuro. Hay ocho cerdas en forma de gancho de igual longitud en el cremáster. Las orugas se alimentan de las flores y frutos de Pinus sylvestris y especies del género Larix, así como las yemas y brotes frescos del pino silvestre y posiblemente del alerce, enebro y ciprés.

## Distribución
La distribución de la especie se extiende desde España a través de Europa Occidental y central, incluidas las islas británicas, especialmente en el centro de Escocia y al este de Anglía. Más al este se encuentra hasta Kazajstán, Rusia y el Macizo de Altái. En el norte, el área se extiende hasta el norte de Fenoscandia más allá del círculo polar ártico, y en el sur hasta el borde sur de los Alpes. La polilla habita principalmente en bosques de pinos. En los Alpes se eleva hasta alturas de 1800 metros (5905,5 pies).

## Ciclo de vida
El período de vuelo de las polillas crepusculares y nocturnas cae en los meses de abril a junio. Durante el día a veces descansan en los troncos de los árboles, a menudo a alturas considerables. A diferencia de la mayoría de las polillas de otras especies, que tienen sus alas estiradas cuando están en reposo, la polilla E. indigata tiene una posición de alas ligeramente angulada. Por la noche se sienten fácilmente atraídos por fuentes de luz artificiales y los machos a veces recorren grandes distancias desde el bosque de pinos más cercano. A finales de abril y mayo los adultos saldrán fácilmente a la luz y las hembras son capaces de ovopositar en cautiverio. La crianza a partir del huevo es una tarea larga y laboriosa, a menos que puedan enfundarse en un árbol en crecimiento. Las orugas alimentan de junio a septiembre y se nutren de los brotes jóvenes y las flores masculinas del pino silvestre. Cuando descansan, se aferran fuertemente a las agujas de pino desde la cabeza hasta los pies, lo que hace que sea difícil para los depredadores detectarlos. Se han realizado hallazgos aislados en abetos, piceas y alerces (Larix). La especie pasa el invierno como pupa en un capullo firmemente tejido en el suelo.